# David Gilbarg
David Gilbarg   (Boston, 17 de setembre de 1918 - Palo Alto, 20 d'abril de 2001) va ser un matemàtic estatunidenc.
Nascut a Boston, va fer els estudis secundaris al City College de Nova York. Va estudiar matemàtiques a la universitat d'Indiana Bloomington en la qual es va doctorar el 1941 amb una tesi d'àlgebra sota la direcció d'Emil Artin. Durant la Segona Guerra Mundial va treballar en dinàmica de fluids al Institut Nacional d'Estàndards i Tecnologia i al Naval Ordnance Laboratory, retornant a Bloomington com professor ajudant en acabar la guerra. El 1957 va ser nomenat professor de la Universitat Stanford, en la qual va dirigir el departament de matemàtiques des de 1959 fins a 1970, convertint-lo en un dels departaments de matemàtiques més potent dels Estats Units. Es va retirar el 1989, però va continuar sent actiu fins a la seva mort el 2001.
Els seus treballs més notables van ser en hidrodinàmica i en equacions diferencials parcials. El seu llibre Elliptic Partial Differential Equations of Second Order (1977), escrit conjuntament amb el seu deixeble Neil Trudinger, és considerat l'obra definitiva sobre el tema i s'ha reeditat en nombroses ocasions.